# Aldo Gucci
Pour les articles homonymes, voir Gucci (homonymie).
Aldo Gucci (26 mai 1905 - 19 janvier 1990) est un homme d'affaires italien qui fut président de Gucci de 1953 à 1986.
Fils aîné de Guccio Gucci, qui fonda l'entreprise en 1921, il reprend sa succession à sa tête en 1953 et l'étend à l'international, notamment aux États-Unis et en Asie. Il
développe l'entreprise de manière verticale, allant de la production de matières premières, à la manufacture et la vente au détail.
Cependant, les dissensions au sein de la famille Gucci vont avoir raison de lui. Son fils Paolo, mécontent qu'il l'ait empêché de lancer sa propre ligne en utilisant le nom de Gucci, complote avec son cousin Maurizio Gucci pour le retirer de la direction de l'entreprise, ce qui arrivera en 1986, avant de le dénoncer à l'administration américaine pour fraude fiscale. Aldo passe alors un an dans une prison américaine puis vend la totalité de ses parts dans Gucci à Investcorp en 1989, juste avant sa mort. Son successeur inexpérimenté, Maurizio, mènera mal l'entreprise et vendra lui aussi ses parts à Investcorp avant de démissionner en 1993. Depuis cette date, la famille Gucci n'est plus impliquée dans l'entreprise.

## Biographie

### Jeunesse et formation
Aldo Gucci est né le 26 mai 1905 à Florence, dans une famille toscane présente à San Miniato depuis le XIIIe siècle. Il a trois frères : Vasco, Rodolfo, et Enzo (qui meurt à l'âge de neuf ans), et une sœur, Grimalda. Il a également un demi-frère nommé Ugo, d'une relation antérieure de sa mère. Après la mort en bas âge d'Enzo, Aldo devient l'aîné des enfants d'Aida Calvelli et de Guccio Gucci.
Durant ses études, il développe un intérêt pour l'équitation et la botanique, ce qui trouvera plus tard son utilité dans la conception de produits, et une passion pour le jardinage. À seize ans, il commence à travailler à temps partiel dans la première boutique de son père, via della Vigna Nuova à Florence. Il est diplômé en économie du collège San Marco de Florence.

### Carrière
Dès l'âge de 20 ans, Aldo commence à travailler à plein temps chez Gucci. Il ouvre ensuite le premier magasin en dehors de Florence, à Rome en 1938,.
En 1954, Gucci devient un symbole de prestige du jour au lendemain lorsque l'actrice Ingrid Bergman aborde son sac à main à anse de bambou dans le film Voyage en Italie de Roberto Rossellini. Le sigle GG devient instantanément la coqueluche des célébrités hollywoodiennes et de la royauté européenne.
En 1952, Aldo se rend à New York avec ses frères Rodolfo et Vasco et ouvrent le premier magasin en dehors de l'Italie, à peine deux semaines avant la mort de leur père. Le président John F. Kennedy présente Aldo comme le « premier ambassadeur italien à la mode » et il reçoit un diplôme honorifique de l'université de la ville de New York en reconnaissance de son activité philanthropique, et décrit comme le « Michel-Ange du merchandising ». Il ouvre ensuite des boutiques à Chicago, Palm Beach et Beverly Hills, avant de s'étendre à Tokyo, Hong Kong et dans des villes du monde entier grâce à un réseau mondial de franchisage.
Pendant plus de trente ans, il se consacre à l'expansion de Gucci, développant l'entreprise en un empire intégré verticalement avec ses propres tanneries, ses locaux de fabrication et de vente au détail.

### Dernières années
Après la mort de leur frère Vasco en 1974, Rodolfo et Aldo se partagent l'entreprise à 50/50. Cependant, les fils d'Aldo estiment que Rodolfo n'a pas assez contribué à la croissance de l'entreprise. Dans le but d'augmenter ses bénéfices, Aldo crée une filiale de parfum qu'il détient à 80 % avec ses trois fils. Cette rivalité se transforme finalement en une guerre de famille.
En 1980, Paolo Gucci, le fils d'Aldo, tente de lancer sa propre entreprise en utilisant le nom Gucci, mais Aldo désapprouve son action et poursuit son fils, menaçant de fermer tous les fournisseurs Gucci s'étant engagés avec Paolo. Cherchant à se venger, Paolo fait retirer Aldo de l'entreprise en 1984 avec l'aide de son cousin Maurizio Gucci, qui était récemment devenu l'actionnaire majoritaire. De plus, Paolo met également au courant le fisc américain de l'évasion fiscale de son père,. En janvier 1986, Aldo Gucci est condamné à un an et un jour de prison pour évasion fiscale, ayant escamoté 7 millions $ à New York. Il a 81 ans au moment du prononcé de la peine qu'il purge au camp pénitentiaire fédéral d'Eglin (en),.
En 1989, un an avant sa mort, Aldo vend ses actions Gucci à Investcorp. Cette même année, Maurizio est nommé président du groupe Gucci après une bataille juridique de près de six ans pour le contrôle de l'entreprise,. Il n'a cependant pas d'expérience dans les affaires et l'entreprise se retrouve dans une situation économique et créative désastreuse en 1993. Cette année-là, Maurizio Gucci démissionne et vend sa participation restante à Investcorp, mettant fin à l'implication de la famille Gucci dans l'entreprise.

## Vie privée et mort
Aldo épouse Olwen Price le 22 août 1927 avec qui il a trois fils : Giorgio, Paolo et Roberto. Il a une liaison extra-conjugale avec Bruna Palombo avec qui il a une fille nommée Patricia en 1963. Il épouse Bruna en 1981 en Amérique, bien qu'il n'ait jamais divorcé d'Olwen en Italie,. Il avait des maisons à New York, Palm Beach, Rome, Florence, Beverly Hills, Londres et Paris. Il meurt à l'âge de 84 ans d'un cancer de la prostate le 19 janvier 1990 et est enterré dans le mausolée familial à Florence.

## Armoiries

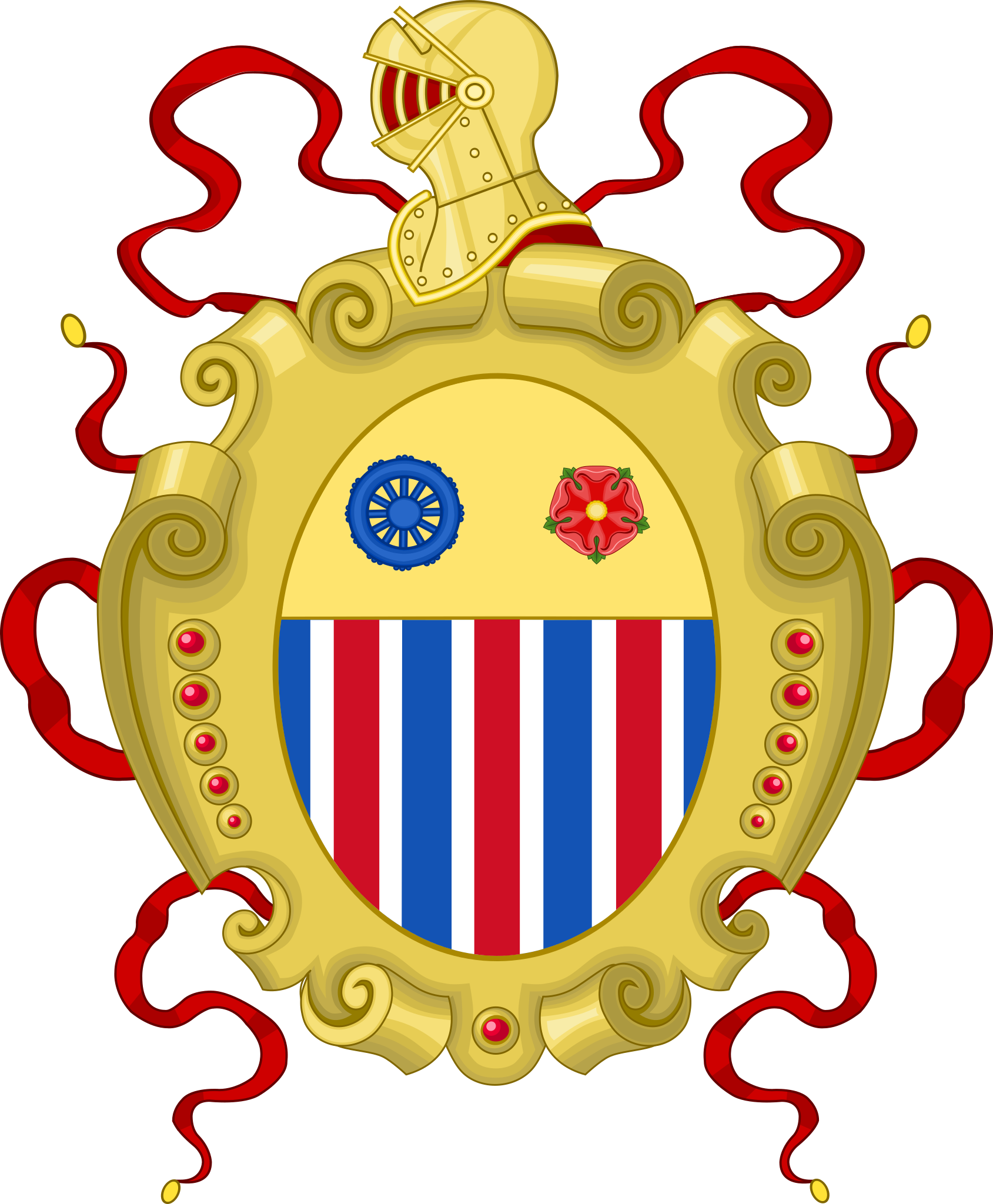
Les armoiries Gucci.

Guccio Gucci, son fils aîné Aldo Gucci, les fils de ce-dernier (Giorgio, Paolo et Roberto), et son petit-fils Uberto Gucci ont revendiqué le droit d'utiliser un blason familial héréditaire lors du passage du royaume d'Italie, qui était gouverné par la maison de Savoie, à la république italienne en 1946.
La description du blason, tel qu'enregistré dans les archives de Florence, est le suivant : « D'azur, à trois perches rouges bordées d'argent (blanc) ; un chef d'or, chargé à droite (dextre) d'une roue d'azur, et à la gauche (sinistre) d'une rose de rouge » (D'azzurro, a tre pali di rosso bordati d'argento; e al capo d'oro caricato a destra di una ruota d'azzurro, e a sinistra di una rosa di rosso).
Traduction : « Famille de San Miniato; Giacinto Gucci et ses frères ont été admis à la noblesse de San Miniato en 1763 (à cette occasion, il est déclaré que la famille était venue de Crémone en 1224); Giuseppe di Gaetano Gucci, d'autre part, fut admis à la noblesse de Fiesole en 1839. Francesco di Benedetto Gucci obtint la nationalité florentine en 1601, pour la bannière du Lion d'Or ; Giovanni Battista de Giovan Piero Gucci l'obtint en 1634, sous la bannière Scala ».
Les documents judiciaires, les dossiers et les décisions ultérieures indiquent que, parce que la famille Gucci a déposé les armoiries en 1955, le blason est transféré avec la vente de la société Gucci par Maurizio Gucci à Investcorp et aux propriétaires ultérieurs en 1993. Cependant, Uberto Gucci (né en 1960), fils de Roberto Gucci et petit-fils d'Aldo Gucci, affirme que la famille Gucci a toujours le droit d'utiliser les armoiries ancestrales des Gucci.

## Dans la culture populaire
Dans le film House of Gucci (2021), Aldo Gucci est interprété par l'acteur américain Al Pacino.